# 西部学校和学院协会
西部学校和学院协会（英語：Western Association of Schools and Colleges，縮寫：WASC，/wɒsk/ WOSK）是美国為公立大学、私立大学、中学、小学等六种机构提教育認證的組織。加利福尼亚州、夏威夷州、美属萨摩亚、关岛、密克罗尼西亚联邦、北马里亚纳群岛、帕劳、马绍尔群岛等地的学生可以向西部学校和学院协会申请教育服务。
西部学校和学院协会可以分为三组，为委员会所认证的大学水平以下的教育机构，包括小学、初中、高中、成人学校，无论是公共或者私人的，亦或者是和教会有关的；社区和大专认可委员会提供两年教育方案和奖励副学士学位；高等大学，有公立大学和私立大学认证委员会。

## 参閱
- 美国教育部